# 圈套 (電視劇)
《圈套》（日語：トリック）是日本朝日電視台的懸疑推理電視劇，該系列至今共有三季電視劇、三集特別篇及四部電影，第一部電視劇於2000年7月7日至9月15日，於週五深夜劇場播放。由仲間由紀惠及阿部寬等人主演。通常兩集為一個單元，但也有例外。
《圈套》自2002年起每4年推出一部電影（即劇場版），直到2014年第4部《圈套完結篇：最後的舞台》上映，象徵整個影視系列的落幕。
《圈套》另有衍伸的電視劇作品 -《警部補 矢部謙三》，於2010、2013、和2017年分別播出第1、2、和3季。

## 概要
劇情由自稱天才魔術師的山田奈緒子（仲間由紀惠 飾）及日本科技技術大學物理系副教授上田次郎（阿部寬 飾）的組合，所解開許多隱藏在奇異事件下的圈套所組成。
2000年的第一部及2002年的第二部電視劇，都是在朝日電視台的週五深夜劇場播放，在前兩部以及2002年底的電影版取得不錯成績後，2003年的第三部電視劇便移到週四晚間九點播放，取得平均15.6%的收視率，隨後還有2005年的電視版特別篇和2006年的電影版2。
2010年4月9日～5月14日，首次相關的衍伸電視劇作品 -『警部補 矢部謙三』於週五深夜劇場播放。

## 作品特色
- 与《金田一少年之事件簿》、《继续》、《SPEC》等作品一同被誉为导演堤幸彦的代表作。其中《继续》、《SPEC》与本作的路线相近，山田奈绪子这一名字最早便是在《继续》中出现的。
- 虽是以侦破案件为主轴的悬疑作品，但最大特色为其喜剧要素，包括主角间的对话、人物设定（如：山田的贫乳、上田的巨根以及矢部明显的假发）、谐音笑话及有趣的小道具。其搞笑悬疑风格十年如一，这一特色也被堤幸彦导演戏称为“因循守旧”。
- 最初在深夜时段播放，收视率平平，但随着DVD租借的开始逐渐有了知名度与口碑，更是聚集了众多圈套爱好者，为圈套这一系列的长寿奠定了基础。2002年应观众的强烈期望，圈套系列第二部开始播放，虽依旧是深夜时段，但收视率异例性地突破了10%。
- 出演第一部时事业尚处于起步阶段的主演仲间由纪惠、阿部宽等人，因此作为契机迅速扩大知名度，这一作品也被视为两人最重要的代表作之一。山田奈绪子X上田次郎这一组合甚至在NHK红白歌合战时被提及。

## 得獎紀錄
- 第26回 日劇學院賞 最佳監督－（圈套）
- 第39回 日劇學院賞 最佳女主角－仲間由紀惠（圈套3）

## 主要登場人物／簡介
註：以下為全系列都有出現的人物。
- 山田奈緒子 - 仲間由紀惠 飾 （幼年時代：成海璃子 飾）

自稱人氣魔術師，不過實際上因為缺乏人氣而被開除，過著連房租都繳不出來的貧窮生活。由於不願漠視自稱超能力者的人欺騙大眾的天性，常利用魔術的原理識破許多圈套。不時會發出嘿嘿嘿的怪笑聲，對自己的貧乳感到困擾。基本上不願意幫助上田，但常在上田的金錢跟各種手段之下屈服，值得一提的是，到了現場之後最主動的卻是她。
- 上田次郎 - 阿部寬 飾

日本科學技術大學的副教授（第二部開始變成教授），生日1965年11月4日(天蠍座)，自稱IQ達220，看起來很自信但實際上很膽小，是個遇到怪異現象通常會昏倒的處男。從小得過書法大獎、參加鋼琴和珠算進軍全國大賽，透過網路遠距離教學，學會空手道、柔道及相撲等功夫，但在遇到危險的時候常常忘了使用，常把奈緒子的推理說成自己的功勞。開著取名為「次郎號」的Toyota Publica汽車，著有《滾過來！超常現象》、《滾過來！超常現象2》、《滾過來！超常現象3》、《滾過來！超常現象4》、《滾過來！超常現象5(IQ200)》、《Why Don't You Do Your Best(為何不盡力而為)》及等書籍。對自己的巨根感到困擾。
- 矢部謙三 - 生瀨勝久 飾

東京警視廳公安部刑警，階級為警部補。在奈緒子及上田解決事件時，都會出現然後越幫越忙。戴著大家都看得出來的假髮，不過本人都堅決否認，對於強風感到很困擾。在提到頭髮、假的東西等字眼或有關日文假髮的諧音時，都會發出怪聲以及誇張的反應。平時對人很兇，但愛對上位者拍馬屁。說著關西方言。莫名其妙頗有人氣的角色，甚至獨立為外傳主角。
- - 野際陽子 飾

奈緒子的媽媽，是一名書法家。年輕時是在黑門島與巫師一起生活，後來與丈夫一起逃出。現在在長野縣經營書法教室，教小朋友寫書法，是個神秘人物。有時會發出跟奈緒子一樣的怪笑聲。斂財手法跟賺錢智慧無人可比，上到政治家，下到山村的居民都貢獻過不少的金錢。

## 圈套
2000年7月7日至9月15日，日本時間週五晚間11點播出。平均收視率7.8%，最高收視率9.9%。
該劇於2003年12月於香港有線電視播出，亦於2001年1月10日於超級電視台在台灣首播。

### 單元一 母之泉
表演不受歡迎的魔術師山田奈緒子被開除了工作。從工作地方的經理得知雜誌上一則啟事「如果可以證明特異功能的存在，便可以得到賞金」。因為被池田莊的房東催討房租，奈緒子不得已只好前往上田次郎副教授所在的日本科技大學面試，輕易的用簡單魔術就騙倒上田，但卻反被要求與上田一同前往「母之泉」解救日本科技大學事務長的女兒，解救成功才能得到賞金，奈緒子只好與上田一同前往「母之泉」。
- 霧島澄子 - 菅井琴 飾

宗教團體「母之泉」的教祖。俗稱「ビッグマザー」。擁有可以浮在空中、說出對方所煩惱的事物的能力。初期對上田做出10日後將死亡的宣言。
- 津村俊介 - 山崎一 飾

霧島澄子的親信。
- 大森美和子 - 伊藤裕子 飾

日本科學技術大學事務長的女兒。因為深陷失去兒子的痛苦之中，非常信仰母之泉。
- 青木正吾 - 河原佐武 飾

住在母之泉附近的獵人。過去從母之泉逃走的兒子意外死亡，因為同情逃走的奈緒子等人幫忙藏匿。
- 木田知世 - 棟里佳 飾

母之泉幹部。說著北海道方言。
- 小倉隆一 - 綾田俊樹 飾

奈緒子從事魔術表演場所的經理。

### 單元二 消失的村莊
群馬縣寶女子村的派出所警察前田聲稱村民「奇蹟三井」讓寶女子村的村民們全體消失不見。
前往搜索的消防隊也消失不見。上田接到前往搜索的委託，便找上奈緒子連同矢部、前田一同前往村子調查村民失蹤事件。
- 奇蹟三井(ミラクル三井) - 篠井英介 飾

可以將物體瞬間移動的男子。本名三井作造，原是村子裡寺主的兒子。以前在電視節目上表演特異功能出名，但後來被學者們戳破是假的特異功能。
- 伊藤公安 - 中丸新將 飾

矢部謙三的上司。現職為公安課長。委託上田調查寶女子村民失蹤事件。
- 前田進 - 加賀健治 飾

寶女子村的派出所警察。赴任當天遭遇村民全體消失事件之後便陷入精神恐慌狀態。
- 塚田泰子 - 松井紀美江 飾

寶女子村的村民。
- 小瞳 - 五十嵐瑞穗 飾

神秘白衣少女。奈緒子曰：「安室奈美恵とウーパールーパーを足して2で割ったような」少女。
- 有馬辰夫 - 二瓶鮫一 飾

寶女子村村長。

### 單元三 隔空殺人的女子
奈緒子為了逃避池田莊房東的房租催討跑到了上田的研究室，矢部刑警委託上田看顧一名女子「黒坂美幸」，她聲稱擁有可以隔空殺人的特異功能，請求他們監禁她，為她做不在場證明。她預告殺害的3名男子接連死亡，上田以5個月房租為條件請求奈緒子一同解謎。
- 黒坂美幸 - 佐伯日菜子 飾

自稱能隔空殺人的女子。不時露出大膽而詭異的笑容。
- 梅木隆一 - 瀨戶將哉 飾

第1次預告要殺害的男子。
- 竹下文雄 - 小山彰一 飾

第2次預告要殺害的男子。
- 松井一彦 - 深水三章 飾

第3次預告要殺害的男子。

### 單元四 千里眼的男人
山田奈緒子因為積欠房租，被池田莊房東要求以「ラドン奇人異士選拔」的獎品『溫泉旅行券』支付房租，無奈只好前往表演場假裝真的有特異功能，在表演場遇見了上田及聲稱擁有千里眼的男子「桂木弘章」。一名老人委託奈緒子和上田調查千里眼的真相。
- 桂木弘章 - 橋本智 飾

右眼帶著眼罩，聲稱可以透視物品及看見委託人所居住的屋內擺設。右眼的瞳孔為藍色。
- 菊池寿夫 - 谷津勳 飾

被桂木弘章詐欺的受害老人。委託奈緒子和上田揭發桂木的罪行。(在第1集曾經登場，當時飾演日本科技大學的警衛員)
- 田中 - 大坪佳代 飾

桂木弘章的秘書。巨乳的關西人。
- 大木凡人 - 本人演出

一開始奈緒子等人所參加的「ラドン奇人異士選拔」的司儀。

### 單元五 黑門島
黑津次男、黑津三男出現在奈緒子面前，聲稱他們是從奈緒子母親的故鄉沖繩縣黑門島而來，他們知道奈緒子父親的死因。
為了調查父親的死因奈緒子前往了黑門島。
- 黒津次男 - 鴻上尚史 飾

黑門島的居民。為了達成目的利用奈緒子。
- 黒津三男 - 正名僕蔵 飾

黑津次男之弟。與次男為了目的利用奈緒子。
- 黒津元男 - 柴崎蛾王 飾

黑津本家的當家(黑津兄弟是分家)。黑津兄弟的堂兄弟。黑津兄弟安排與奈緒子結婚的對象。是黑門島上的第1名「大根」，但敵不過上田次郎。

### 日文標題、導演、收視率
| 集數                                                  | 單元                   | 日文標題 | 腳本     | 導演       | 日本收視率 |
| ----------------------------------------------------- | ---------------------- | -------- | -------- | ---------- | ---------- |
| 第1集                                                 | 單元一：母之泉水       |          | 蒔田光治 | 堤幸彦     | 7.1%       |
| 第2集                                                 | 單元一：母之泉水       |          | 蒔田光治 | 堤幸彦     | 8.1%       |
| 第3集                                                 | 單元一：母之泉水       |          | 蒔田光治 | 堤幸彦     | 7.3%       |
| 第4集                                                 | 單元二：消失的村莊     |          | 蒔田光治 | 保母浩章   | 8.6%       |
| 第5集                                                 | 單元二：消失的村莊     |          | 蒔田光治 | 保母浩章   | 8.5%       |
| 第6集                                                 | 單元三：隔空殺人的女子 |          | 林誠人   | 大根仁     | 7.2%       |
| 第7集                                                 | 單元三：隔空殺人的女子 |          | 林誠人   | 大根仁     | 6.7%       |
| 第8集                                                 | 單元四：千里眼的男人   |          | 林誠人   | 木村ひさし | 6.2%       |
| 第9集                                                 | 單元五：黑門島         |          | 蒔田光治 | 堤幸彦     | 9.8%       |
| 第10集                                                | 單元五：黑門島         |          | 蒔田光治 | 堤幸彦     | 9.9%       |
| 日本平均收視率7.8% （由Video Research調查・關東地區） |                        |          |          |            |            |

- 最後一集片尾有擔任主題曲演唱的鬼束千尋演出，演唱主題曲「月光」。拍攝外景鬼束千尋也一同前往了。

## 圈套2
2002年1月11日至3月22日，日本時間週五晚間11點播出。平均收視率10.6%，最高收視率12.3%。
該劇於2004年2月29日在香港透過香港有線電視播出，亦於2003年9月16日透過JET TV在台灣首播。

### 單元一 六墓村
上田已升為教授，並以第一部的故事出版『滾過來，超常現象』，隨著書的出版，上田變的有名。山梨縣六墓村的旅館「水上莊」老闆田島松吉拜訪上田，聲稱「每年1月11日住宿在旅館的人會死」，委託上田前往調查解謎。上田強拉奈緒子在1月11日一同前往水上莊住宿。水上莊同時還聚集作品熱賣的女子推理作家及地方上有力的政治家住宿解謎。
- 平山平蔵 - 渡邊一惠 飾

水上莊的掌櫃。有著濃厚的鄉音。原是有錢地主的兒子，但全部財產被父親敗光，幸得田島家收留。10年前田島家的美佐子本有意和他私奔，但他覺得身份有別不肯前往相會…
- 田島松吉 - 石井愃一 飾

水上莊老闆，田島陽吉的遠房親戚。任意的使喚著平藏。
- 龜岡善三 - 德井優 飾

為了選舉而忙碌著的縣議員。個子矮小。與人握手時喜歡用假手。習慣性忘記別人的名字。不屑沒有選舉權的人會將人推開。一開始向山田里見買到散發著香味的護身符。（500萬圓）
- 鶴山 - 長江英和 飾

龜岡的秘書。個頭高大。不屑沒有選舉權的人會將人推開。
- 栗棲禎子 - 犬山犬子 飾

超暢銷女推理小說家。第28部作品「熱海摩洛哥連續殺人」賣出100萬本。雖口頭上說著想調查水上莊死亡真相，但實則是個膽小鬼。時常穿著哥德蘿莉風的衣服。（在圈套劇場版2有幫蛋殼裡出現的小雞配音）
- 藤野景子 - 堀司 飾

栗棲禎子的助手。與栗棲一樣穿著哥德蘿莉風的衣服。非常的尊敬栗棲。上田對她一見鍾情。栗棲常對她說「妳似乎比我可愛?」（お前、あたしより可愛くないか?）
- 松乃上孝雲 - 和田勉 飾

六墓村裡的寺廟住持。有著村人特有的髮型。口頭習慣說著「祟りじゃ!」，述說著有關六墓村的傳言。奈緒子曰：「旅芸人?」
- 梅竹 - 秋竹城 飾

與松乃住持一樣述說著六墓村的傳言，神祕的老婆婆。臉上總是浮現令人毛骨悚然的笑容，哼著不可思議的手鞠歌。奈緒子曰：「劇団の人?」「大駱駝艦の人?」
- 後藤醫生 - 白木稔 飾

六墓村的醫生。身材相當矮小。有著村人特有的髮型。習慣說「～ズラ」。
- 田島美佐子 - ？

田島陽吉的女兒。父親安排她和鄰村有力人士的兒子結婚，她本想和平藏私奔，但卻苦苦等不到人，在10年前婚禮的前天失蹤了。平藏似乎非常喜歡她，在她失蹤後不時稱呼其為「我美麗的美佐子小姐」。
- 田島陽吉 - 江藤漢齊 飾

田島家上任當家。田島美佐子的父親。僱用了敗光全部財產，走投無路的平藏。深信女兒與男人私奔了，失意而死。

### 單元二 百分百準確的算命師
矢部的部下石原找到傳說中巷子裡命中率100%的算命師鈴木吉子，獲得提示不可往左行否則會出事，可是他為了查證是否屬實結果出了意外。矢部找上田希望能探知真相，上田卻叫了奈緒子去找鈴木吉子，奈緒子在聽到鈴木對她說不可往左行否則將失去重要的東西後，依然往左行，結果發現上田竟然不見了。為了找回上田，奈緒子夥同矢部再次前往鈴木所在的巷子，在路上遇見了一個拿著大皮包的怪異男子長部由起夫，三人一同搭上前往鈴木宅邸的巴士...
- 鈴木吉子 - 銀粉蝶 飾

巷子裡命中率100%的算命師。宣稱自己可以占卜命中是因為自宅的附近有著「時間洞穴」，她可以從時間洞穴裡探知末來所要發生的事情。（自宅周邊因為「時間洞穴」的關係，非常的炎熱）在自宅招待想到獲得特殊占卜的人，同時接受貢物。
- 清水 - 升毅 飾

鈴木吉子的秘書。一開始引導巴士上的眾人前往鈴木宅邸。形跡可疑的男人。
- 長部由起夫 - 伊藤俊人 飾

對鈴木吉子有著強烈信仰的男人。懷裡一直抱著表面裝著蕃薯的大皮包，實則似乎是他全部的財產，想獻給鈴木的貢物。在鈴木宅邸經常和奈緒子行動，之後隨著奈緒子的解說也對鈴木產生懷疑。
- 瀧山 - 光石研 飾

鈴木吉子的信徒。經營不動產買賣。內心非常想找到地圖上鈴木吉子所隱瞞的「時間洞穴」所在位置，向奈緒子和矢部提出合作。
- 大內松 - 繪澤萌子 飾

鈴木吉子的佣人。似乎很久以前便居住在那片土地。（她好像可以接觸到行蹤不明的上田）
- 中野 - 大河內浩 飾

對鈴木吉子非常信奉的中性男子。前證券業。不斷的向奈緒子他們提出質疑。

### 單元三 冥感能力
岡本雄委託上田鑑定深見博昭是否真的擁有超能力。據說深見擁有可以感應物品上所殘留的氣息，如果那個能力是真的，岡本想要委託他尋找失蹤已久的未婚妻小早川恭子，上田和奈緒子拜訪了深見所經營的學園試探他，結果反被識破詭計，以悽慘的結果結束。因為被岡本所逼迫，兩人只好想辦法在電視節目和深見對決，後來深見因為敗給奈緒子，便提出願意感應因人面計程車所失蹤的女子，可是要1000萬円的報酬，上田等人正苦惱無法支付如此龐大的金額，恭子的叔叔小早川辰巳出現，聲稱他願意支付該筆酬金...
- 深見博昭 - 佐野史郎 飾

4年年前往美國，半年前才回到日本的超心理學者。精通心理學、法學、大腦生理學，曾經擔任過北海道理科大教授。聲稱可以看見死人所在的世界。時常發出高音（ZONE～～～）。
- 岡本宏 - 池內萬作 飾

小早川恭子的未婚夫。從事證券業。非常關心恭子的下落，委託上田鑑定深見的能力。
- 小早川辰巳 - 田山涼成 飾

小早川恭子的舅舅。大財團的繼承人。職業小說家。支付1000萬円的報酬給深見，要他找到恭子的下落。
- 小早川恭子 - 高木莉娜 飾

岡本宏的未婚妻、小早川辰巳的外甥女。她的母親(辰巳的妹妹)和不知名的父親未婚生下了她。4年前因為搭乘人面計車而失蹤。
- 江戶之子組長 - 谷津勳 飾

上田在公園撿到的錢包的失主。（曾於圈套第一部第1話扮演警衛員及第4話扮演詐騙受害人）

### 單元四 執行天譴的小孩
聲稱可以執行天譴的少年針生光太，他在接受他人委託後不斷的祈禱，結果真的讓人死亡了。前女大學生塚本惠美找到上田求助，她不小心委託了針生代她執行天譴詛咒她的表兄...
- 塚本恵美 - 小橋惠 飾

女大學生。她曾請針生幫忙下達天譴指令，不久後她的事業家堂兄因為不明原因意外死亡，認為與這事自己有關連，便委託上田查明。
- 針生光太 - 秋山拓也 飾

下達天譴的少年。當他接受他人委託後，祈禱詛咒的人便會死亡。學校沒有任何朋友，因為害怕他的能力。習慣語為「天罰が下るよ」。
- 針生和 - 正司歌江 飾

針生光太的奶奶，貴子的婆婆。
- 針生貴子 - 深浦加奈子 飾

針生光太的母親。
- 倉岡剛 - 見榮晴 飾

接受天譴委託的奇怪男子。工作內容為幫委託者與針生家斡旋。
- 大道寺安雄 - 野添義弘 飾

### 單元五 使用妖術的森林
- 柳田黒夫 - 寺田農 飾

民俗學者。半年前他的助手岸本進入白木之森後行蹤不明。
- 小松純子 - 石野真子 飾

採訪記者。
- 大橋大三郎 - 八名信夫 飾

來來村村長。
- 橋本孝夫 - 市川勇 飾

來來村公所的建設部長。
- 橋本瑪莉亞 - 莫瑞諾（Ruby Moreno） 飾

橋本孝夫的妻子。
- 亞倫井上 - 手塚透 飾

探險家和男演員。
- 日向榮一 - 佐藤二朗 飾

推動白木之森高速公路建設計畫的建設公司「活力建設」的社員。
- 石橋 - 中越典子 飾

來來村公所的職員。
- 妖術師 - 椎名桔平 飾

白木之森的妖術師。傳說120年前從黑門島離開的倖存者之一，與幼年時期的奈緒子接觸過。

### 日文標題、導演、收視率
| 集數                                                  | 單元                       | 日文標題                    | 腳本     | 導演       | 日本收視率 |
| ----------------------------------------------------- | -------------------------- | --------------------------- | -------- | ---------- | ---------- |
| 第1集                                                 | 單元一：六墓村             |                             | 蒔田光治 | 堤幸彦     | 10.8%      |
| 第2集                                                 | 單元一：六墓村             |                             | 蒔田光治 | 堤幸彦     | 10.3%      |
| 第3集                                                 | 單元一：六墓村             |                             | 蒔田光治 | 堤幸彦     | 10.3%      |
| 第4集                                                 | 單元二：百分百準確的算命師 |                             | 蒔田光治 | 堤幸彦     | 8.5%       |
| 第5集                                                 | 單元二：百分百準確的算命師 |                             | 蒔田光治 | 堤幸彦     | 12.2%      |
| 第6集                                                 | 單元三：冥感能力           |                             | 太田愛   | 木村ひさし | 12.3%      |
| 第7集                                                 | 單元三：冥感能力           |                             | 太田愛   | 木村ひさし | 10.4%      |
| 第8集                                                 | 單元四：執行天譴的小孩     |                             | 福田卓郎 | 鬼頭理三   | 10.3%      |
| 第9集                                                 | 單元四：執行天譴的小孩     |                             | 福田卓郎 | 鬼頭理三   | 11.3%      |
| 第10集                                                | 單元五：使用妖術的森林     |                             | 蒔田光治 | 堤幸彦     | 9.2%       |
| 第11集                                                | 單元五：使用妖術的森林     | 最終回！妖術使いの謎 完結編 | 蒔田光治 | 堤幸彦     | 10.7%      |
| 日本平均收視率10.6%（由Video Research調查・關東地區） |                            |                             |          |            |            |

- 在單元一出現的「手毬歌」鈴聲，此後被作為矢部的手機鈴聲。

## 圈套3
2003年10月16日-12月18日，於日本時間週四21:00播出。收視最高17.8%，平均15.6%。

### 單元一 以言語操縱大眾的男人
- 芝川玄奘 - 森本里歐 飾

自稱可以使用言語來操控人及物品。原是教授國語的老師。
- 相澤即史 - 甲本雅裕 飾

計畫在蛾眉村進行休養地開發的日本國中開發株式會社的營業企畫休養地開發一課課長。芝川聲稱他「會自殺」，因而求助上田。
- 鬼頭理三 - 矢島健一 飾

芝川的部下。
- 江藤 - 佐戸井健太 飾

蛾眉村的地主。
- 井上真一 - 嶋大輔 飾

蛾眉村的建設業者。井上真二的哥哥。
- 井上真二 - 荒川良良 飾

蛾眉村的建設業者。井上真一的弟弟。
- 政治家 - 半海一晃 飾

因為選舉委託山田里見寫看板文字的政治家。
- 經理 - 斎藤清 飾

- 葛茲石裡頭的蟲 - 葛茲石松 飾

蛾眉村特有的蟲，喜歡甜甜的東西。殺蟲劑「ハネアリイヤーン」可以減弱牠的生命力。
- 南方熊作 - 六平直政

出現在各地持有「神之象的圖像」的神秘男子。自稱是柳田黒夫（出現在圈套2單元五）的弟子。

### 單元二 瞬間移動的女人
長野縣光郡神之內村出現一名超能力者美香子，她聲稱可以經由時空裂痕來進行瞬間移動，還做出了將要盜取博物館所收藏的寶物「難玉貳高式土偶」的宣言。實際上曾目擊過美香子瞬間移動的神之內村博物館職員芥川委託上田幫忙。
註：神之內村的日語諧音是沒有頭髮的意思，因而不時可見村人用育毛梳子敲頭。
- 狹縫美香子 - 高橋朣 飾

自稱可以經由時空裂痕間瞬間移動的女子。主張「難玉貳高式土偶」是她祖先的寶物，做出將要盜取的宣言。
- 芥川呂都里下須 - 黑田亞瑟 飾

神之內村博物館職員。委託上田幫忙守衛美香子欲盜取的寶物。
- 三澤 - 中西良太 飾

持有大保險箱、在神之內村探索的神秘男子。
- 鈴木留 - 山村紅葉 飾

神之內村裡高級旅館「ロイヤルハシヅメホテルリッチデラックス」的女將。
- 武者小路 - 濱田晃 飾

神之內村村長。
- 川端 - 木村靖司 飾

神之內村助理。
- 三島 - 三箇一稔 飾

神之內村文化振興課長。
- 津田 時子 - 伊藤雅子

神之內村村民諮詢室職員。
- 西村博士 - 和田周 飾

考古學者。不知被何人所殺害。

### 單元三 長生不老的養老院
傳說有間一旦住進去絕對不會死的養老院，日本第一書店「京國屋書店」的社長夫人京明日香委託上田幫忙調查，報酬是京國屋書屋將特別設立上田著作專區幫忙宣傳他的著作。
- 赤地洋司 - 高嶋政伸 飾

魯人養老院的専任個人生活指導員，人稱「赤地先生」。傳說擁有可以將物品恢復原狀及讓死人復活的能力。
- 萬田龜太郎 - 近藤芳正 飾

魯人養老院的理事長。
- 千田鶴二郎 - 浅野和之 飾

魯人養老院的副理事長。
- 古川良平 - 横山明夫 飾

過去被赤地所復活的老人。平時喜歡哼著故郷（ふるさと）。喜歡巨乳。當初死前向照顧他的護士提出最後的願望就是摸巨乳。
- 岡田祥三 - 庄司永健 飾

偷喝了別的老人的啤酒之後，經由赤地運用超能力幫忙將啤酒恢復原狀。
- 大隈重子 - 市川千恵子

與古川老人相戀的老婆婆。
- 赤地茂蔵 - 下川辰平 飾

赤地的父親。妻子去世以來，由赤地一人照顧著。以前曾因海難死亡，後來經由兒子赤地復活。對於以前的事情沒有記憶。現在日常生活需要坐著輪椅。喜歡的東西是大福。
- 京明日香 - 杉本彩 飾

日本第一的書店『京國屋書店』的社長夫人。委託上田調查魯人養老院是否真的讓人長生不老，欲讓京貞子入住魯人養老院。
- 京貞子 - 森康子 飾

京家的當家。擁有京家財產將近40億円的名義持有，俗稱「40億のおばあちゃん（40億老奶奶）」。

### 單元四 死亡之歌
- 龜山千鶴 - 羽田美智子 飾

龜山鶴子直系的孫女（長女）。（父：龜山鶴一郎、母：龜山鶴代）
- 龜山鶴子 - 由起艷子 飾

龜山家當家。目前處於昏睡狀態。千鶴指稱「一週有5天昏睡2天清醒」
- 龜山千里 - 寶積有香 飾

千鶴的雙胞胎妹妹（次女）。
- 龜山千春 - 井上碧 飾

千鶴、千里的妹妹（三女）。
- 龜山清三郎 - 黑部進 飾

鶴子的兒子（三男）。
- 龜山文子 - 山口美也子 飾

清三郎的妻子。
- 龜山哲也 - IZAM 飾

清三郎和文子的獨生子。每天接受父親嚴格的和歌指導。受到千里與千春的愛慕。
- 龜山藤二郎 - 丸岡獎詞 飾

鶴子的兒子（次男）。3年前與一名女子相戀，卻受到族人的反對，女子因而自殺身亡。深信闇十郎的存在。
- 龜山麗香 - 岡麻由美 飾

鶴子的女兒（長女）。
- 龜山宏 - 入江雅人 飾

龜山麗香的丈夫。
- 松村弁 - 松澤一之 飾

茨城縣水戸市的律師、龜山家的顧問。受龜山家人委託找上田前往龜山家。
- 龜山闇十郎 - 神雅喜 飾

龜山家的祖先、江戶時代的人物。擁有強大的超能力。
- 藤二郎的前戀人 - 丹普松本（相片演出）

3年前與藤二郎交往，因受到藤二郎族人反對因而自殺身亡。
- 葛茲石裡的蟲子 - 葛茲石松 飾

娥眉村的特有蟲。喜歡甜甜的東西。

### 單元五：有神秘念力的女人～黑門島之謎Ⅱ
- 長谷千賀子 - 大谷直子 飾

聲稱可以將心中所想的實體化的超能力者。
- 岸本誠一 - 成宮寬貴 飾

金井家的傭人。原本是孤兒。經常受到金井家的虐待。金井家曾經遺失一大筆錢，被懷疑是他偷取的。
- 金井源三 - 葛茲石松 飾

村子的當權者。
- 金井民代 - 鷲尾真知子 飾

源三的妻子。
- 金井省吾 - 久保田篤 飾

金井源三與民代的兒子。前往討伐長谷千賀子途中行蹤不明。
- 北見紀明 - 大衛伊東 飾

村子的中學教師。委託上田調查金井省吾失蹤事件。
- 南方熊作 - 六平直政 飾

黑津分家的使者。
- 黒津菊雄 - DENDEN 飾

黑門島黑津分家的人。
- 黒津康男 - 嘟噥次郎 飾

黑門島黑津分家的人，是黑津菊雄的堂兄弟。
- 大城智 - 樋渡真司 飾

沖繩縣警刑事・警部補。前往黑門島查案。

### 日文標題、導演、收視率
| 集數                                                  | 單元                         | 日文標題 | 腳本     | 導演       | 日本收視率 |
| ----------------------------------------------------- | ---------------------------- | -------- | -------- | ---------- | ---------- |
| 第1集                                                 | 單元一：以言語操縱大眾的男人 |          | 蒔田光治 | 堤幸彦     | 17.8%      |
| 第2集                                                 | 單元一：以言語操縱大眾的男人 |          | 蒔田光治 | 堤幸彦     | 16.7%      |
| 第3集                                                 | 單元二：瞬間移動的女人       |          | 蒔田光治 | 木村ひさし | 13.9%      |
| 第4集                                                 | 單元二：瞬間移動的女人       |          | 蒔田光治 | 木村ひさし | 13.9%      |
| 第5集                                                 | 單元三：長生不老的養老院     |          | 林誠人   | 丸毛典子   | 15.5%      |
| 第6集                                                 | 單元三：長生不老的養老院     |          | 林誠人   | 丸毛典子   | 17.0%      |
| 第7集                                                 | 單元四：死亡之歌             |          | 蒔田光治 | 堤幸彦     | 15.9%      |
| 第8集                                                 | 單元四：死亡之歌             |          | 蒔田光治 | 堤幸彦     | 14.6%      |
| 第9集                                                 | 單元五：有神秘念力的女人     |          | 蒔田光治 | 堤幸彦     | 17.3%      |
| 第10集                                                | 單元五：有神秘念力的女人     |          | 蒔田光治 | 堤幸彦     | 13.6%      |
| 日本平均收視率15.6%（由Video Research調查・關東地區） |                              |          |          |            |            |

- 單元五第9集剛開始時，奈緒子的公寓居民是由日本聲優森山周一郎擔任出演。

## 圈套SP
特別篇1：預知死亡之日的女占卜師
- 2005年11月13日，日本時間21:00播出，收視率24.7%。

特別篇2：トリック 新作スペシャル2
- 英文劇名：Trick Shinsaku Special 2
- 〔日本〕2010-05-15 週六（土） 21:00~23:06 首播，收视率17.4%

特別篇3：トリック 新作スペシャル3
- 英文劇名：Trick Shinsaku Special 3
- 〔日本〕2014-01-12 週日（日） 21:00~23:10 首播，收視率15.9%。

## 衍伸作品
- 警部補 矢部謙三共6集，生瀬胜久、贯地谷诗穗梨、池田铁洋、铃木浩介主演。 2010年4月9日-5月14日播放。
- 警部補 矢部謙三第2部共8集，生瀬胜久、畠山彩奈（はたけやまりな，一译晶山彩奈）、池田铁洋主演，2013年7月-9月播放。

## 電影版
- 圈套電影版（日语：トリック劇場版） 日本2002年11月9日上映，票房12.9亿日元，年度票房排名第14。
- 圈套電影版2（日语：トリック劇場版2） 日本2006年6月10日上映，票房21亿日元，年度票房排名第13。
- 圈套電影版3 靈能力者大逃殺（日语：劇場版TRICK 霊能力者バトルロイヤル）：日本2010年5月8日上映，票房18.6亿日元，年度票房排名第17。
- 圈套最終回 LAST STAGE（日语：トリック劇場版 ラストステージ） 日本2014年1月公映。东宝株式会社出品。票房15.62亿日元。标志着圈套系列剧的最终完结，也是系列中唯一一部在海外取景的作品。

## 工作人員
- 統籌製作人：桑田潔（朝日電視台）
- 製作人：吉川大祐 (朝日電視台) 、蒔田光治、山内章弘（東寶）
- 製作：朝日電視台、東寶

### 第一部
- 劇本 - 蒔田光治（單元1、2、5）、林誠人（單元3、4）
- 導演 - （單元1、5）、保母浩章（單元2）、大根仁（單元3）、（單元4）

### 第二部
- 劇本 - 蒔田光治（episode1、2、5）、太田愛（episode3）、福田卓郎（episode4）
- 導演 - （episode3）、鬼頭理三（episode4）

### 第三部
- 劇本 - 蒔田光治（episode1、2、4、5）、林誠人（episode3）
- 導演 - （episode2、4）、丸毛典子（episode3）

## 主題曲
- 『Mystic Antique』（片頭音樂） - 辻陽
- 『月光』（圈套 · 圈套 電影版 片尾曲） - 鬼束千尋
- 『流星群』（圈套2 片尾曲） - 鬼束千尋
- （圈套3 片尾曲） - 鬼束千尋
- （圈套 SP1 · 圈套 電影版2 片尾曲 ） - Joelle
- 『月恋歌』（圈套 SP2 · 圈套 電影版3 片尾曲）- 熊谷育美

第一部的最終回片尾部分，鬼束千尋本人有參與演出。

## 外部連結
- 官方网站（日語）
- 圈套 官網（页面存档备份，存于）
- 圈套2 官網（页面存档备份，存于）
- 圈套3 官網（页面存档备份，存于）
- 圈套SP官網（页面存档备份，存于）
- 圈套電影版1.2 朝日電視台官網（页面存档备份，存于）

## 作品的變遷
| 朝日電視台 週五深夜連續劇              | 朝日電視台 週五深夜連續劇                | 朝日電視台 週五深夜連續劇            |
| -------------------------------------- | ---------------------------------------- | ------------------------------------ |
|                                        | 圈套 （2000.7.7 - 2000.9.15）            |                                      |
| 夜叉 （2000.4.21 - 2000.6.30）         | 不倫戀愛守則 （2000.10.13 - 2000.12.15） |                                      |
| 朝日電視台 週五深夜連續劇              |                                          |                                      |
| 嫉妒女人香 （2001.10.12 - 2001.12.21） | 圈套2 （2002.1.11 - 2002.3.22）          | 相約在九龍 （2002.4.12 - 2002.6.28） |
| 朝日電視台 週四晚間9點                 |                                          |                                      |
| 菊次郎與早紀 （2003.7.3 - 2003.9.11）  | 圈套3 （2003.10.16 - 2003.12.18）        | 網球甜心 （2004.1.15 - 2004.3.11）   |

| 超級電視 週一至週五 晚間9點   | 超級電視 週一至週五 晚間9點 | 超級電視 週一至週五 晚間9點 |
| ----------------------------- | --------------------------- | --------------------------- |
|                               | 圈套 首播 （2001.1.10 - ）  |                             |
| -                             | -                           |                             |
| JET日本台 週一至週五 晚間10點 |                             |                             |
| -                             | 圈套2 首播 （2003.9.16 - ） | -                           |